# Sava'id Chamrija
Sava'id Chamrija (hebrejsky סואעד חמרייה, arabsky سواعد حميرة, anglicky Suweid Hamira, v oficiálním seznamu sídel Sawaid Hamriyye, též Sawa'id (Hamriyye)) je arabská beduínská vesnice v Izraeli, v Severním distriktu, v Oblastní radě Jizre'elské údolí.

## Geografie
Leží v nadmořské výšce 153 metrů pahorcích Dolní Galileji. Vesnice se nachází cca 3 kilometry jižně od města Šfaram, cca 85 kilometrů severovýchodně od centra Tel Avivu a cca 18 kilometrů východně od Haify. Sava'id Chamrija obývají izraelští Arabové, respektive Beduíni, přičemž osídlení v tomto regionu je převážně arabské. Vesnice ale sousedí s židovským kibucem Harduf a cca 5 kilometrů západním směrem začíná při Haifském zálivu oblast s židovskou většinou.
Sava'id Chamrija je na dopravní síť napojen pomocí lokální silnice, která na severu vede k městu Šfaram, u kterého ústí do dálnice číslo 79.

## Dějiny
Sava'id Chamrija byl v roce 1996 uznán za oficiální obec a připojil se k Oblastní radě Jizre'elské údolí. Už předtím zde existovalo beduínské osídlení, které se postupně mění z dočasného stanoviště kočovných pastevců v trvalé vesnické sídlo.

## Demografie
Podle údajů z roku 2014 tvořili obyvatelstvo v Sava'id Chamrija izraelští Arabové. Jde o menší sídlo vesnického typu se stagnující populací. K 31. prosinci 2014 zde žilo 144 lidí. Během roku 2014 populace stoupla o 4,3 %. Podle jiného pramene ale v obci žije 200 lidí a územní plán tu počítá s kapacitou 80 rodin.
| Rok            | 2005 | 2006 | 2007 | 2008 | 2009 | 2010 | 2011 | 2012 | 2013 | 2014 |
| -------------- | ---- | ---- | ---- | ---- | ---- | ---- | ---- | ---- | ---- | ---- |
| Počet obyvatel | 46   | 46   | 46   | 132  | 134  | 131  | 118  | 124  | 138  | 144  |